# معز الدين كيقباذ بن بغرا خان بن بلبن

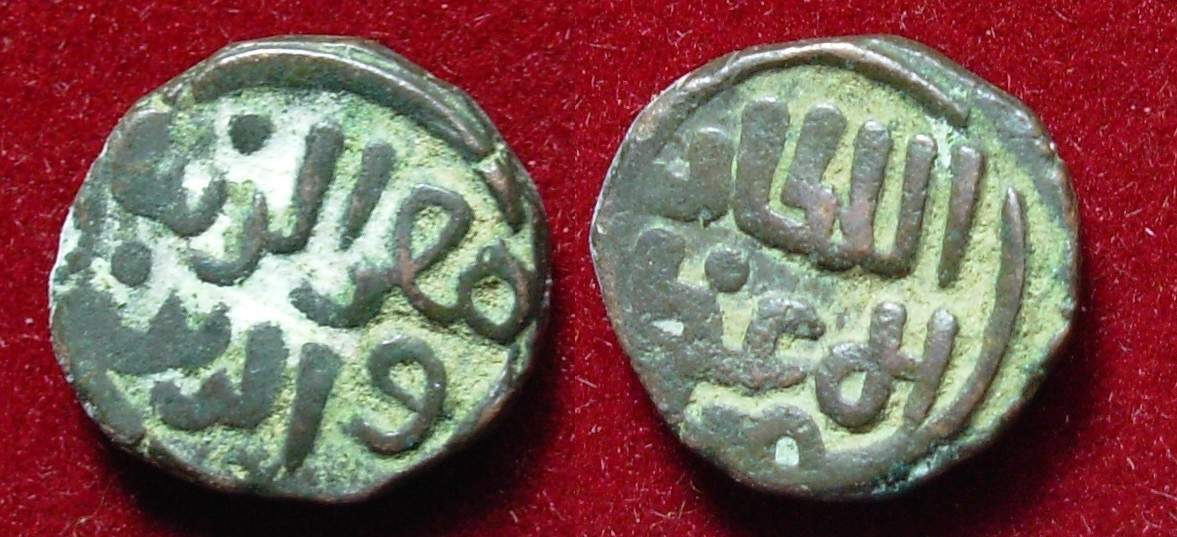
مسكوكه في عهد كيقباذ بن بغرا خان.

معز الدين كيقباذ بن بغرا خان بن بلبن عاشر سلاطين مماليك الهند في سلطنة دلهي، حكم كيقباذ دلهي في الفترة (1287 - 1290). كان نجل بغرا خان (سلطان البنغال المستقل)، وكذلك حفيد غياث الدين بلبن ألغ خان (1266–1287).

## تاريخ
كيقباذ أصبح مجرد دمية في يد الوزير نجم الدين. لذلك ناصر الدين بغرا -والد كيقباذ وسلطانالبنغال قرر إنهاء الفوضى في دلهي متقدما مع جيش ضخم نحو دلهي. في نفس الوقت، نجم الدين أجبر كيقباذ للمضي قدما مع الجيش ضخم لمواجهة والده. التقى الجمعان على ضفاف نهر ساريو. لكن الأب والابن توصلوا إلى تفاهم بدلاً من مواجهة معركة دموية. كيقباذ اعترف باستقلال ناصر الدين بغرا عن دلهي وأيضا إزالة نجم الدين من منصب الوزير. وعاد ناصر الدين بغرا إلى لاخناوتي، وقام كيقباذ بتعيين جلال الدين فيروز الخلجي قائدا للجيش.

## معرض صور

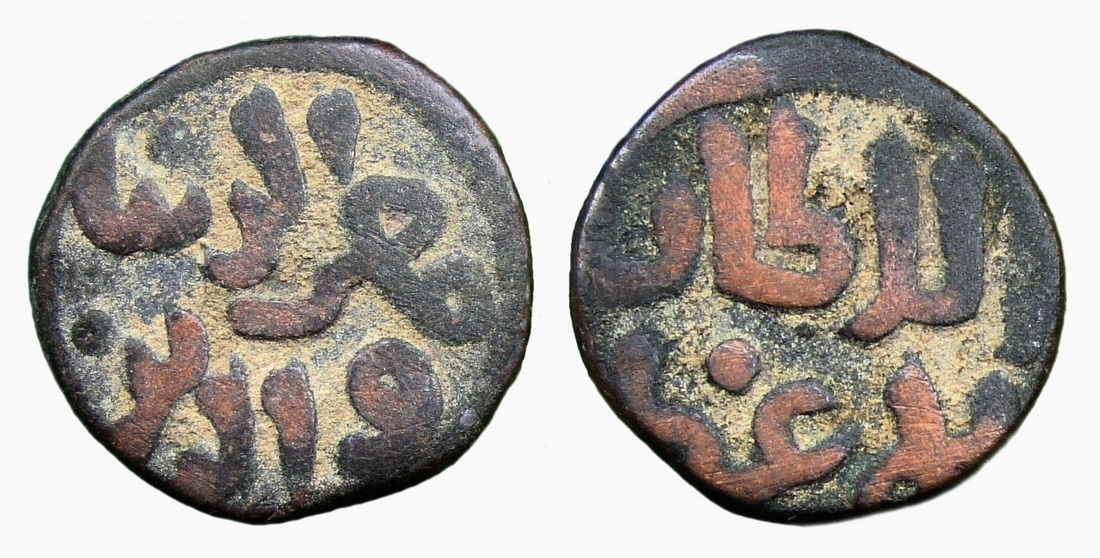
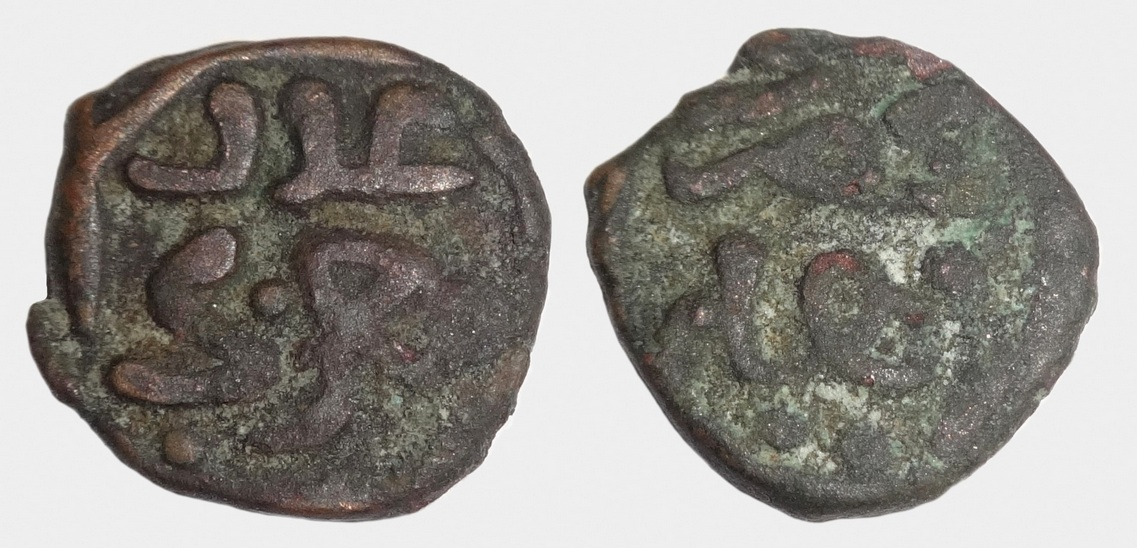
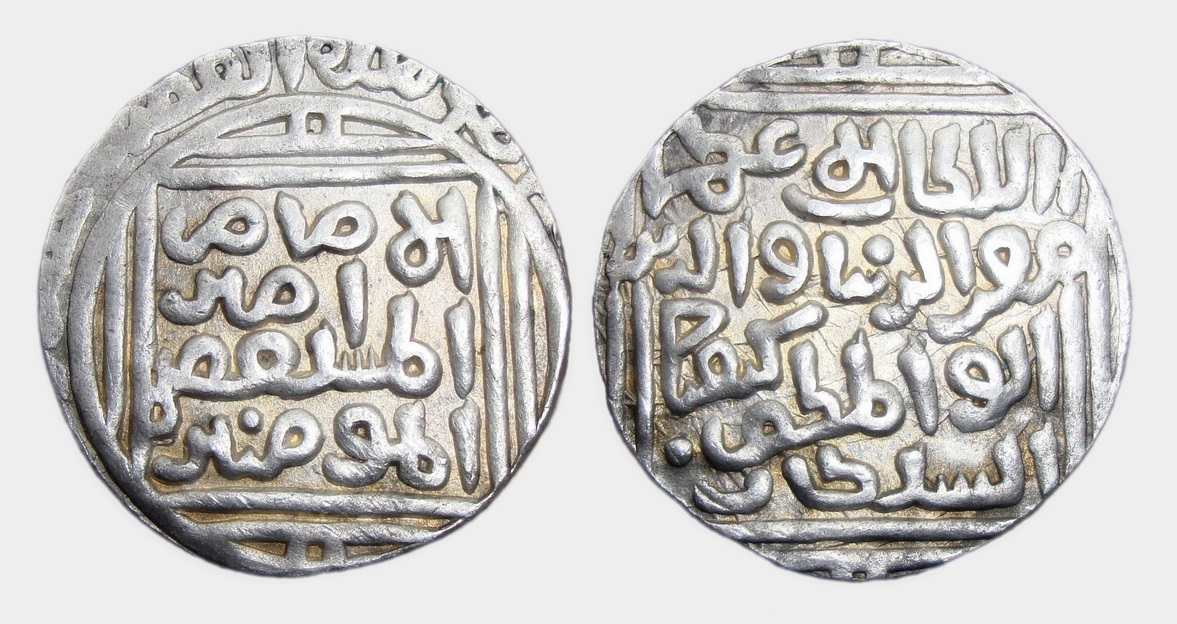
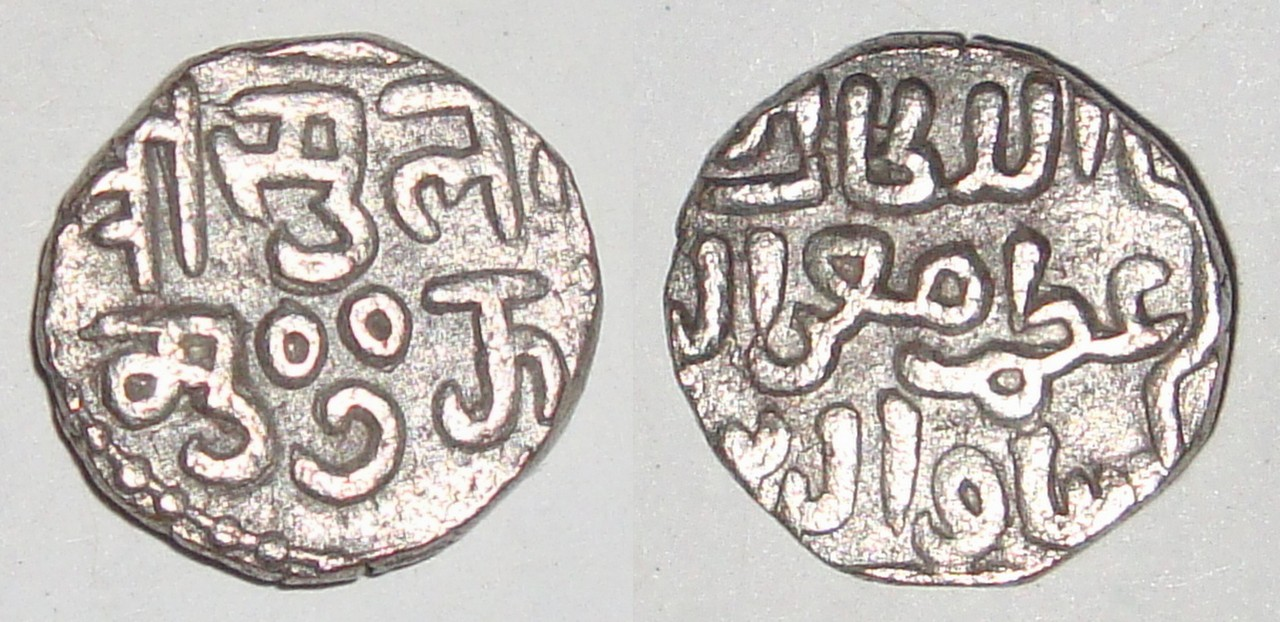